# عبد الله الشمري (لاعب كرة قدم مواليد 1991)
عبد الله حمدان رضى الشريفي الشمري لاعب سعودي من مواليد 24 نوفمبر 1991 يلعب حالياً في نادي الطائي

## مسيرة اللاعب
كانت بداياته مع نادي النصر السعودي كحارس مرمًى احتياطي وكان يحمل الرقم 1 وما زال وكان طوله 182 سم ووزنه 72 كغم ووقع عام 2012 مع نادي النصر لمده 5 سنوات بقيمه 3 ملايين ريال ويُعتبر أقل عقد بالدوري السعودي لعام 2012.
أعاره النصر في مطلع عام 2015 إلى نادي الفيحاء وفسخ عقده مع نادي النصر في عام 2017 ووقّع بعدها مع نادي الرائد وأعاره الرائد إلى نادي الكوكب مطلع عام 2018 وانتقل إلى الكوكب في عام 2019 وبعدها انتقل إلى نادي أبها في عام 2020 ووقع مع نادي الطائي في عام 2024.

## الحياة الشخصية
عبد الله هو شقيق اللاعبين فارس الشمري ومنصور الشمري.